# Royal Blood (album)
Pour les articles homonymes, voir Royal Blood.
Albums de Royal Blood
How Did We Get So Dark?
(2017)
Royal Blood est le premier album studio du groupe britannique éponyme, sorti en 2014. 

## Histotrique
Le duo est très influencé pour ce premier album par l'esthétique stoner rock et hard rock, et les groupes de Jack White (notamment The White Stripes), Queens of the Stone Age, Rage Against The Machine et Muse'''.

## Liste des titres
Toutes les chansons sont écrites et composées par Mike Kerr and Ben Thatcher. Production par Tom Dalgety avec Kerr et Thatcher.
| Royal Blood | Royal Blood         | Royal Blood | Royal Blood | Royal Blood | Royal Blood | Royal Blood | Royal Blood | Royal Blood | Royal Blood |
| No          | Titre               | Durée       |             |             |             |             |             |             |             |
| ----------- | ------------------- | ----------- | ----------- | ----------- | ----------- | ----------- | ----------- | ----------- | ----------- |
| 1.          | Out of the Black    | 4:00        |             |             |             |             |             |             |             |
| 2.          | Come On Over (en)   | 2:51        |             |             |             |             |             |             |             |
| 3.          | Figure It Out (en)  | 3:04        |             |             |             |             |             |             |             |
| 4.          | You Can Be So Cruel | 2:44        |             |             |             |             |             |             |             |
| 5.          | Blood Hands         | 3:07        |             |             |             |             |             |             |             |
| 6.          | Little Monster      | 3:32        |             |             |             |             |             |             |             |
| 7.          | Loose Change        | 2:35        |             |             |             |             |             |             |             |
| 8.          | Careless            | 3:21        |             |             |             |             |             |             |             |
| 9.          | Ten Tonne Skeleton  | 3:07        |             |             |             |             |             |             |             |
| 10.         | Better Strangers    | 4:12        |             |             |             |             |             |             |             |
| 32:38       |                     |             |             |             |             |             |             |             |             |

| Titres bonus de l'édition japonaise | Titres bonus de l'édition japonaise | Titres bonus de l'édition japonaise | Titres bonus de l'édition japonaise | Titres bonus de l'édition japonaise | Titres bonus de l'édition japonaise | Titres bonus de l'édition japonaise | Titres bonus de l'édition japonaise | Titres bonus de l'édition japonaise | Titres bonus de l'édition japonaise |
| No                                  | Titre                               | Durée                               |                                     |                                     |                                     |                                     |                                     |                                     |                                     |
| ----------------------------------- | ----------------------------------- | ----------------------------------- | ----------------------------------- | ----------------------------------- | ----------------------------------- | ----------------------------------- | ----------------------------------- | ----------------------------------- | ----------------------------------- |
| 11.                                 | Hole                                | 4:32                                |                                     |                                     |                                     |                                     |                                     |                                     |                                     |
| 12.                                 | You Want Me                         | 2:43                                |                                     |                                     |                                     |                                     |                                     |                                     |                                     |
| 13.                                 | Love And Leave It Alone             | 3:24                                |                                     |                                     |                                     |                                     |                                     |                                     |                                     |
| 43:17                               |                                     |                                     |                                     |                                     |                                     |                                     |                                     |                                     |                                     |